# Sin compasión
Sin compasión es una película dramática peruana de 1994 dirigida por Francisco Lombardi, es una adaptación la novela Crimen y castigo ambientada en la Lima de los 90. Fue proyectada en la sección Un certain regard en el Festival de Cannes de 1994. Fue preseleccionada para los premios Óscar a la mejor película de habla no inglesa en los Premios Óscar de 1995, pero no fue aceptada como nominada.

## Reparto
- Diego Bertie - Ramón Romano
- Adriana Davila - Sonia Martinez
- Jorge Chiarella - Mayor Portillo
- Hernán Romero - Alejandro Velaochaga
- Marcello Rivera - 	Julian Razuri
- Mariella Trejos - Señora Aliaga
- Carlos Oneto - Sacerdote
- Ricardo Fernández - Leandro Martinez
- José María Salcedo - Profesor de Filosofía

## Premios y nominaciones
| Año  | Lugar                                                                                                 | País           | Categoría                                  | Resultado       |
| ---- | --- | -------------- | ------------------------------------------ | --------------- |
| 1994 | Festival de Cannes                                                                                    | Francia        | Un certain regard                          | Ganadora        |
| 1994 | Concurso de Proyectos Cinematográficos Organizado por la Fundación para el Nuevo Cine Latinoamericano | México         | Segundo Premio                             | Nominado        |
| 1995 | Festival de cine latinoamericano de La Habana                                                         | Cuba           | Premio a la Mejor Actuación (Diego Bertie) | Ganador         |
| 1995 | Festival Internacional de Cartagena                                                                   | Colombia       | Mejor Director                             | Ganador         |
| 1995 | Festival de Trieste                                                                                   | Italia         | Premio Mejor Director                      | Ganador         |
| 1995 | Premio Goya a la mejor película iberoamericana                                                        | España         | Mejor Película Extranjera de habla hispana | Nominado        |
| 1995 | Premios Oscar                                                                                         | Estados Unidos | Mejor Película Extranjera                  | Preseleccionada |